# Cerococcus indigoferae
Cerococcus indigoferae är en insektsart som först beskrevs av Borchsenius 1960.  Cerococcus indigoferae ingår i släktet Cerococcus och familjen Cerococcidae. Inga underarter finns listade i Catalogue of Life.